# Kurt Welzl
Kurt Welzl (Bécs, 1954. november 6. –) válogatott osztrák labdarúgó, csatár.

## Pályafutása

### Klubcsapatban
1972 és 1974 között a Wiener SC, 1974 és 1978 között az SSW Innsbruck labdarúgója volt. Az innsbrucki csapattal két bajnoki címet és három osztrák kupagyőzelmet ért el. 1979 és 1981 között a holland AZ csapatában szerepelt. Az alkmaari együttessel egy-egy bajnoki címet és holland kupagyőzelmet szerzett. Tagja volt az 1980–81-es idényben UEFA-kupadöntős csapatnak. 1981 és 1983 között a spanyol Valencia, 1983–84-ben a belga Gent, 1984-ben a görög Olimbiakósz játékosa volt. 1985-86-ban ismét az SSW Innsbruck / Swarowski Tirol labdarúgója volt. 1987-ben a Grazer AK, 1987–88-ban az SV Spittal játékosa volt. 1988-ban fejezte be az aktív labdarúgást.

### A válogatottban
1975 és 1982 között 20 alkalommal szerepelt az osztrák válogatottban és tíz gólt szerzett. Tagja volt az 1982-es spanyolországi világbajnokságon részt vevő csapatnak.

## Sikerei, díjai
SSW Innsbruck
- Osztrák bajnokság
  - bajnok (2): 1974–75, 1976–77
- Osztrák kupa
  - győztes (3): 1975, 1978, 1979

 AZ
- Holland bajnokság
  - bajnok: 1980–81
- Holland kupa
  - győztes: 1981
- UEFA-kupa
  - döntős: 1980–81

 KAA Gent
- Belga kupa
  - győztes: 1984